# Triepeolus grindeliae
Triepeolus grindeliae är en biart som beskrevs av Cockerell 1907. Triepeolus grindeliae ingår i släktet Triepeolus och familjen långtungebin. Inga underarter finns listade i Catalogue of Life.